# Susie Wolff
Suzanne „Susie” Wolff, z domu Stoddart, MBE (ur. 6 grudnia 1982 w Oban) – szkocka zawodniczka sportów wyścigowych w serii DTM oraz dyrektor generalny zespołu Formuły E Venturi Racing.
W latach 2012–2015 Wolff wchodziła w skład zespołu Formuły 1 Williams Martini Racing, najpierw jako kierowca rozwojowy, a od 2014 roku jako kierowca testowy.
W 2016 roku stworzyła organizację Dare To Be Different, która została połączona z inicjatywą FIA Girls on Track, tworząc tym samym jeden międzynarodowy program informacyjny wspierania udziału kobiet w sportach motorowych.

## Życiorys

### Początki i sukcesy w kartingu
Urodziła się w rodzinie Johna i Sally Stoddart. Ma brata Davida. Jej ojciec był właścicielem salonu kolarskiego w rodzinnym Oban i rywalizował w kolarstwie. Stoddart rozpoczęła karierę od wyścigów kartingowych w wieku ośmiu lat. Brała udział w mistrzostwach kartingowych w West of Scotland Kart Club, wygrała 24-godzinne Middle East Kart Championship i tytuł mistrzyni Szkocji juniorów w klasie „A” w 1997 roku. W latach 1996–2000 pięciokrotnie została uhonorowana tytułem najlepszej brytyjskiej kobiety-kierowcy wyścigowego, zaś w 2000 roku została ogłoszona najlepszą kobietą-kierowcą kartingowym na świecie. W trakcie kariery kartingowej rywalizowała m.in. z Lewisem Hamiltonem.

### Brytyjska Formuła Renault 2.0 i Brytyjska Formuła 3
Stoddart próbowała łączyć karierę sportową ze studiami na Uniwersytecie Edynburskim na kierunku biznesu międzynarodowego, ale stwierdziła, że chce poświęcić się wyścigom i zrezygnowała ze studiów na dwa tygodnie po rozpoczęciu drugiego roku kształcenia. Ze wsparciem ojca przeprowadziła się do Northampton, który był najbliżej toru Silverstone. W tym czasie podjęła kilka prac, aby mieć pieniądze na kontynuowanie startów. Dniami pracowała w sklepie z odzieżą wyścigową, a wieczorami jako członek obsługi toru, w międzyczasie dorabiając jako instruktor jazdy. Zadebiutowała w wyścigach samochodów jednomiejscowych w serii Renault Winter Series w 2001 roku. Dopiero znalezienie sponsora, firmy BT, pozwoliło jej na awans do serii Brytyjskiej Formuły Renault 2.0. W czasie startów w trzech sezonach w latach 2002–2004 zajmowała kolejno osiemnaste, dziewiąte i piąte miejsce w klasyfikacji generalnej oraz pięciokrotnie stawała na podium.
W sezonie 2005 awansowała do Brytyjskiej Formuły 3, do zespołu Alan Docking Racing. Wzięła udział tylko w dwóch wyścigach, gdyż złamała nogę w czasie biegu. Straciła miejsce w Brytyjskiej Formule 3 i – jak sama przyznała – nie byłaby w stanie utrzymać się w tej serii nawet bez doznania kontuzji. Startując w Brytyjskiej Formule Renault 2.0 pozyskała finansowanie w wysokości 100 tys. funtów na rowój kariery, ale sezon w Brytyjskiej Formule 3 kosztował co najmniej pół miliona – takich pieniędzy nie udało jej się zdobyć. W tym czasie została dwukrotnie nominowana do tytułu młodego brytyjskiego kierowcy roku (ang. British Club Driver of the Year) i dostrzeżona przez zespół Mercedes-Benz, który zaoferował jej roczny kontrakt w serii wyścigów Deutsche Tourenwagen Masters (DTM) (który ostatecznie trwał aż siedem lat).

### Deutsche Tourenwagen Masters (DTM)

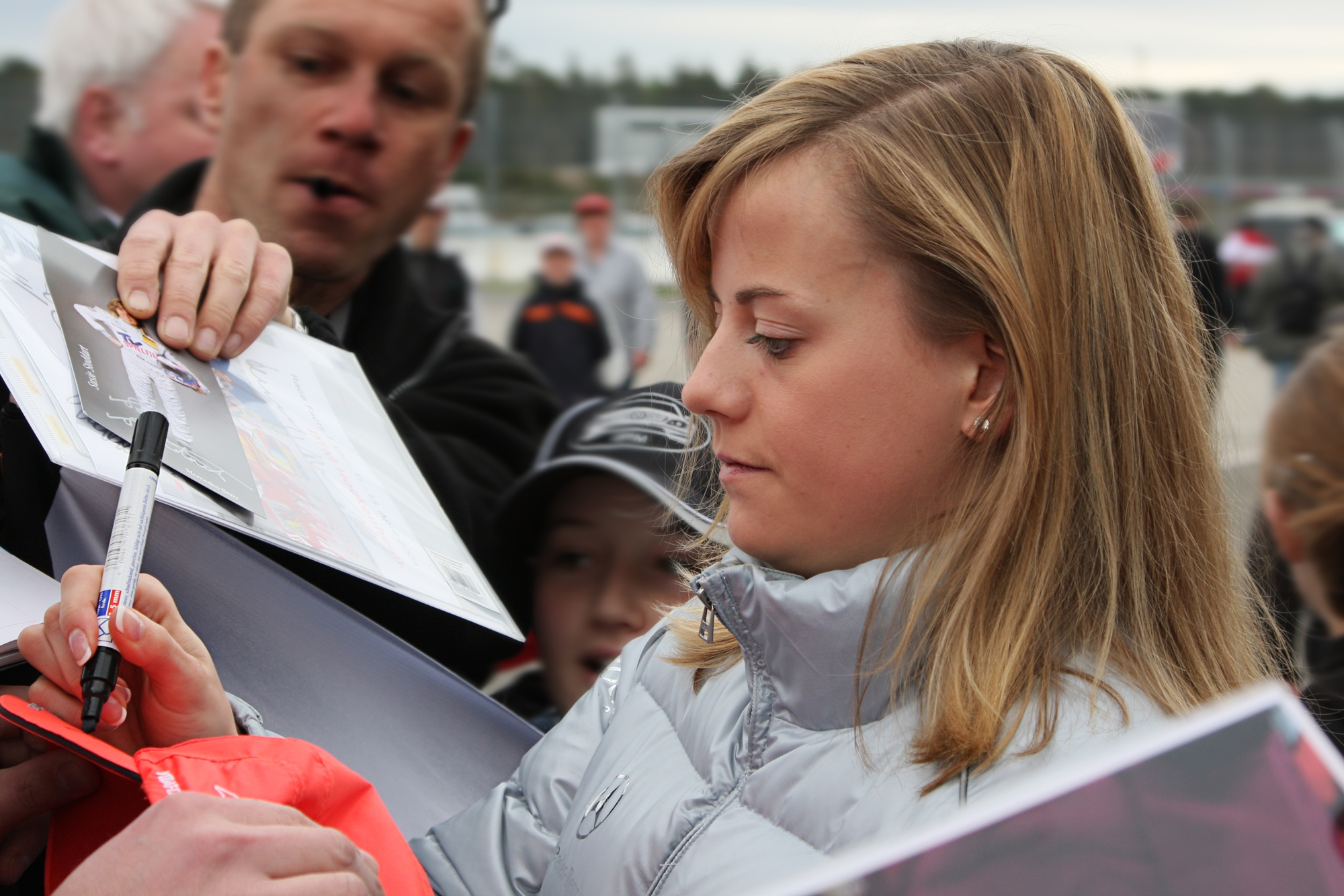
Stoddart na torze Hockenheimring (kwiecień 2008)

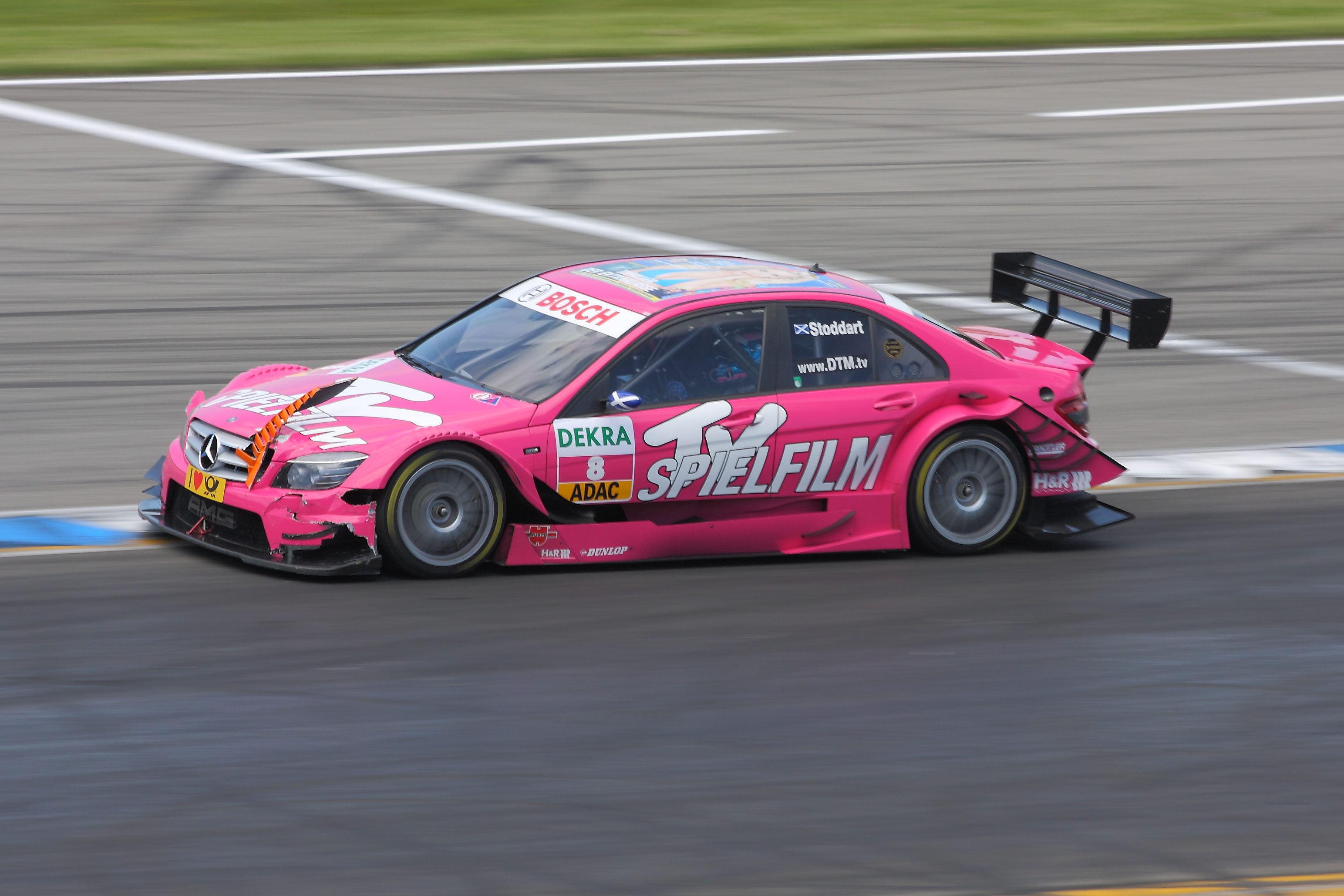
Stoddart na torze Hockenheimring w serii DTM 2009

W latach 2006–2012 Stoddart została pierwszą kobietą od 10 lat, po Ellen Lohr (w latach 1991–1996), która startowała w samochodach turystycznych Mercedes-Benz w Deutsche Tourenwagen Masters (DTM). Przez pierwsze dwa sezony w zespole Mücke Motorsport, a następnie w Persson Motorsport. Pierwsze i jedyne punkty wywalczyła w sezonie 2010, kiedy to dwukrotnie zdobyła siódme miejsce w wyścigu na torze EuroSpeedway Lausitz i Hockenheimring. Były do dobre rezultaty, osiągnięte przez Szkotkę pomimo mało konkurencyjnego auta, którym się ścigała. Starty przyniosły jej dużą popularność i sympatię kibiców.
Wolff często wypowiadała się za normalizacją udziału kobiet w sportach motorowych. Od 2009 roku rywalizowała w aucie o różowym malowaniu, co jak sama nazwała „banałem blondynki w różowym samochodzie”, a jej obecność na torze często denerwowała innych kierowców-mężczyzn. Sama wspominała sytuację, w której jeden z kierowców wyprzedzonych przez nią w wyścigu krzyczał do swojego inżyniera, żeby „zabrał mu z drogi tę dziewczynę”, na co otrzymał odpowiedź: „Jean, nie możemy jej usunąć z drogi, musisz ją wyprzedzić”.

To był taki banał, blond kobieta w różowym samochodzie. Nienawidziłam tego, walczyłam jak diabli, żeby to zmienić. (...) Z pewnością utrudniło mi to życie. Moi koledzy z drużyny bali się wyprzedzenia przez dziewczynę i widzieli, jak zbliżam się tym (przyp. – różowym) samochodem.

Stoddart, która w ostatnim sezonie rywalizowała już pod nazwiskiem Wolff, opuściła serię DTM po sezonie 2012.

### Formuła 1

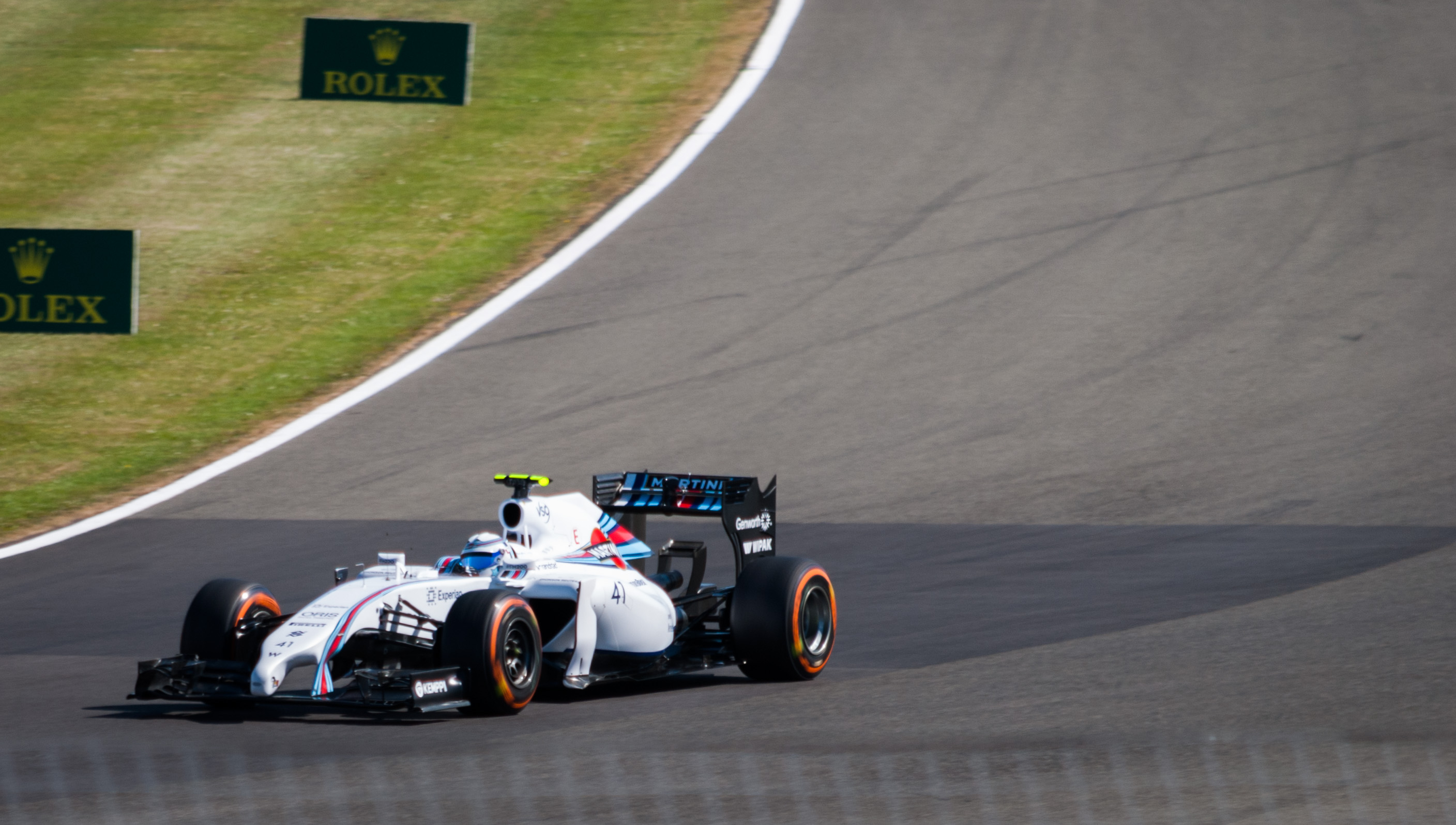
Wolff podczas testów Williams Martini Racing na torze Silverstone (2014)

W latach 2012–2015 Wolff wchodziła w skład zespołu Formuły 1 Williams Martini Racing, najpierw jako kierowca rozwojowy, a od 2014 roku jako kierowca testowy. Dołączyła do zespołu w kwietniu 2012 roku, zaś po raz pierwszy zasiadła w bolidzie F1 na oficjalnych treningach towarzyszących Grand Prix Wielkiej Brytanii i Grand Prix Niemiec w lipcu 2014 roku. Wolff była kolejną kobietą, która testowała bolid Formuły 1 po Maríi de Villota, która uległa wypadkowi rok wcześniej, a także pierwszą kobietą od 22 lat, która testowała bolid podczas weekendu wyścigowego. Testowała także bolid FW36 w symulatorze i współpracowała z kierowcami takimi jak Bottas oraz Massa.
4 listopada 2015 roku ogłosiła zakończenie kariery w sportach motorowych. Stwierdziła, że miała nadzieję i szansę na start w Formule 1, ale jest to już niemożliwe do zrealizowania. Problemem w kontynuowaniu kariery była także opinia publiczna, która twierdziła, że za rozwojem jej kariery i powiązaniami z Formułą 1 stoi mąż Toto Wolff, jednak jak sam przyznał: „Susie jest drobną kobietą o wielkim charakterze, która pracowała w Mercedesie zanim (przyp. – dołączyłem do niego) ja”.

### Formuła E i organizacjaDare to be Different
W 2016 roku, po zakończeniu kariery sportowej, zaangażowała się w tworzenie organizacji Dare To Be Different, która ma na celu wspieranie młodych talentów wśród kobiet-kierowców oraz zwiększanie ich szans na rywalizowanie we wszystkich poziomach i aspektach sportów motorowych, a także popularyzację sportów motorowych wśród kobiet. W 2018 roku jej organizacja została połączona z inicjatywą FIA Girls on Track, tworząc tym samym jeden międzynarodowy program informacyjny wspierania udziału kobiet w sportach motorowych.
W 2017 roku otrzymała Order Imperium Brytyjskiego (MBE) za wkład i zasługi dla kobiet w sporcie.
W 2018 roku została dyrektorem generalnym i udziałowcem zespołu Formuły E Venturi Racing. Pod jej przewodnictwem, kierowca tego zespołu, Edoardo Mortara zajął drugie miejsce w klasyfikacji generalnej kierowców. W listopadzie 2021 roku awansowała na dyrektora generalnego.

### Życie prywatne
W październiku 2011 roku wyszła za mąż za Toto Wolffa, szefa zespołu Mercedes AMG Petronas Motorsport Formula One Team. Para poznała się tuż po wypadku Wolffa na torze Nürburgring w 2009 roku, kiedy to Stoddart – w imieniu kierowców Mercedesa ścigających się w serii DTM – wykonała do Wolffa telefon z zapytaniem o jego stan zdrowia po wypadku. 10 kwietnia 2017 roku na świat przyszedł ich syn Jack.

## Wyniki
| Legenda oznaczeń w tabelach wyników Wyświetl szablon na nowej stronie | Legenda oznaczeń w tabelach wyników Wyświetl szablon na nowej stronie                                                                     |
| Oznaczenie                                                            | Wyjaśnienie |
| --------------------------------------------------------------------- | --- |
| Złoty                                                                 | Zwycięzca lub mistrzostwo |
| Srebrny                                                               | 2. miejsce lub wicemistrzostwo |
| Brązowy                                                               | 3. miejsce lub II wicemistrzostwo |
| Zielony                                                               | Ukończył, punktował (w klasyfikacji generalnej, gdy zdobył co najmniej jeden punkt na przestrzeni sezonu, poza trzema powyższymi opcjami) |
| Niebieski                                                             | Ukończył, nie punktował (w klasyfikacji generalnej, gdy nie zdobył co najmniej jednego punktu na przestrzeni sezonu)                      |
| Czerwony                                                              | Nie zakwalifikował się (NZ) |
| Czerwony                                                              | Nie prekwalifikował się (NPK) |
| Różowy                                                                | Nie ukończył (NU) |
| Różowy                                                                | Niesklasyfikowany (NS) (w klasyfikacji generalnej, gdy nie został sklasyfikowany w żadnym wyścigu sezonu)                                 |
| Czarny                                                                | Zdyskwalifikowany (DK) |
| Czarny                                                                | Wykluczony (WYK/EX) |
| Biały                                                                 | Nie wystartował (NW) |
| Biały                                                                 | Kontuzjowany (K/INJ) |
| Biały                                                                 | Wyścig odwołany (OD/C) |
| Bez koloru                                                            | Został wycofany (WYC/WD) |
| Bez koloru                                                            | Nie przybył (NP/DNA) |
| Bez koloru                                                            | Nie brał udziału w treningach (NT/DNP) |
| Bez koloru                                                            | Nie został zgłoszony (–) |
| Pogrubienie                                                           | Start z pole position |
| Kursywa                                                               | Najszybsze okrążenie wyścigu |
| †                                                                     | Nie ukończył, ale jego rezultat został zaliczony ze względu na przejechanie więcej niż 90% dystansu wyścigu.                              |
| *                                                                     | Sezon w trakcie |
| 1/2/3                                                                 | Punktowana pozycja w sprincie kwalifikacyjnym                                                                                             |
| Lista systemów punktacji Formuły 1                                    | |

### DTM
| Rok  | Zespół                    | Samochód                 | Wyniki w poszczególnych eliminacjach | Wyniki w poszczególnych eliminacjach | Wyniki w poszczególnych eliminacjach | Wyniki w poszczególnych eliminacjach | Wyniki w poszczególnych eliminacjach | Wyniki w poszczególnych eliminacjach | Wyniki w poszczególnych eliminacjach | Wyniki w poszczególnych eliminacjach | Wyniki w poszczególnych eliminacjach | Wyniki w poszczególnych eliminacjach | Wyniki w poszczególnych eliminacjach | Pkt. | Poz. |
| ---- | ------------------------- | ------------------------ | ------------------------------------ | ------------------------------------ | ------------------------------------ | ------------------------------------ | ------------------------------------ | ------------------------------------ | ------------------------------------ | ------------------------------------ | ------------------------------------ | ------------------------------------ | ------------------------------------ | ---- | ---- |
| 2006 | Mücke Motorsport          | AMG Mercedes C-Klasse 04 | HOC1 10                              | LAU 15                               | OSC 15                               | BRH 16                               | NOR NU                               | NÜR NU                               | ZAN 12                               | CAT 15                               | BUG 13                               | HOC2 9                               |                                      | 0    | 17   |
| 2007 | TV Spielfilm AMG Mercedes | AMG Mercedes C-Klasse 05 | HOC1 NU                              | OSC 16                               | LAU 12                               | BRH 16                               | NOR 16                               | MUG 10                               | ZAN 17                               | NÜR 18                               | CAT NU                               | HOC2 14                              |                                      | 0    | 20   |
| 2008 | Persson Motorsport        | AMG Mercedes C-Klasse 07 | HOC1 16                              | OSC 14                               | MUG 15                               | LAU 17                               | NOR 10                               | ZAN 15                               | NÜR 12                               | BRH 19                               | CAT NU                               | BUG 12                               | HOC2 NU                              | 0    | 18   |
| 2009 | Persson Motorsport        | AMG Mercedes C-Klasse 08 | HOC1 NU                              | LAU 11                               | NOR 10                               | ZAN 11                               | OSC 10                               | NÜR 11                               | BRH 13                               | CAT 15                               | DIJ 14                               | HOC2 NU                              |                                      | 0    | 16   |
| 2010 | Persson Motorsport        | AMG-Mercedes C-Klasse 08 | HOC1 11                              | VAL 10                               | LAU 7                                | NOR 15                               | NÜR NU                               | ZAN 15                               | BRH NU                               | OSC 10                               | HOC2 7                               | ADR 14                               | SHA 11                               | 4    | 13   |
| 2011 | Persson Motorsport        | AMG-Mercedes C-Klasse 08 | HOC1 12                              | ZAN 12                               | RBR 13                               | LAU NS                               | NOR 13                               | NÜR 14                               | BRH 14                               | OSC NU                               | VSC 11                               | HOC2 15                              |                                      | 0    | 18   |
| 2012 | Persson Motorsport        | Mercedes AMG C-Coupe DTM | HOC1 12                              | LAU 21                               | BRH NU                               | RBR 14                               | NOR NU                               | NÜR 17                               | ZAN 12                               | OSC NU                               | VSC 13                               | HOC2 13                              |                                      | 0    | 22   |

### Podsumowanie
| Sezon | Seria                         | Zespół                  | Wyścigi            | P1                 | PP                 | NO                 | Podium             | Punkty             | Pozycja            |
| ----- | ----------------------------- | ----------------------- | ------------------ | ------------------ | ------------------ | ------------------ | ------------------ | ------------------ | ------------------ |
| 2001  | BWRDC Goodwin Trophy          | NO                      | 8                  | NO                 | NO                 | NO                 | NO                 | 73                 | 7                  |
| 2001  | BWRDC Monoposto Trophy        | NO                      | 8                  | NO                 | NO                 | NO                 | NO                 | 73                 | 2                  |
| 2002  | BWRDC Goodwin Trophy          | NO                      | 11                 | NO                 | NO                 | NO                 | NO                 | 99                 | 2                  |
| 2002  | BWRDC Monoposto Trophy        | NO                      | 11                 | NO                 | NO                 | NO                 | NO                 | 99                 | 1                  |
| 2002  | Brytyjska Formuła Renault 2.0 | Team DFR                | 11                 | 0                  | 0                  | 0                  | 1                  | 45                 | 18                 |
| 2003  | Brytyjska Formuła Renault 2.0 | Motaworld Racing        | 17                 | 0                  | 0                  | 0                  | 1                  | 215                | 9                  |
| 2003  | BWRDC Monoposto Trophy        | NO                      | 15                 | NO                 | NO                 | NO                 | NO                 | 133                | 1                  |
| 2004  | Brytyjska Formuła Renault 2.0 | Comtec Racing           | 20                 | 0                  | 0                  | 0                  | 3                  | 284                | 5                  |
| 2004  | BWRDC Goodwin Trophy          | NO                      | 20                 | NO                 | NO                 | NO                 | NO                 | 160                | 1                  |
| 2004  | BWRDC Monoposto Trophy        | NO                      | 20                 | NO                 | NO                 | NO                 | NO                 | 160                | 1                  |
| 2005  | Brytyjska Formuła 3           | Alan Docking Racing     | 2                  | 0                  | 0                  | 0                  | 0                  | 2                  | 18                 |
| 2006  | Deutsche Tourenwagen Masters  | Mücke Motorsport        | 10                 | 0                  | 0                  | 0                  | 0                  | 0                  | 17                 |
| 2007  | Deutsche Tourenwagen Masters  | Mücke Motorsport        | 10                 | 0                  | 0                  | 0                  | 0                  | 0                  | 20                 |
| 2008  | Deutsche Tourenwagen Masters  | Persson Motorsport      | 11                 | 0                  | 0                  | 0                  | 0                  | 0                  | 18                 |
| 2009  | Deutsche Tourenwagen Masters  | Persson Motorsport      | 10                 | 0                  | 0                  | 0                  | 0                  | 0                  | 16                 |
| 2010  | Deutsche Tourenwagen Masters  | Persson Motorsport      | 11                 | 0                  | 0                  | 0                  | 0                  | 4                  | 13                 |
| 2011  | Deutsche Tourenwagen Masters  | Persson Motorsport      | 10                 | 0                  | 0                  | 0                  | 0                  | 0                  | 18                 |
| 2012  | Deutsche Tourenwagen Masters  | Persson Motorsport      | 10                 | 0                  | 0                  | 0                  | 0                  | 0                  | 22                 |
| 2012  | Formuła 1                     | Williams F1 Team        | Kierowca rozwojowy | Kierowca rozwojowy | Kierowca rozwojowy | Kierowca rozwojowy | Kierowca rozwojowy | Kierowca rozwojowy | Kierowca rozwojowy |
| 2013  | Formuła 1                     | Williams F1 Team        | Kierowca rozwojowy | Kierowca rozwojowy | Kierowca rozwojowy | Kierowca rozwojowy | Kierowca rozwojowy | Kierowca rozwojowy | Kierowca rozwojowy |
| 2014  | Formuła 1                     | Williams Martini Racing | Kierowca testowy   | Kierowca testowy   | Kierowca testowy   | Kierowca testowy   | Kierowca testowy   | Kierowca testowy   | Kierowca testowy   |
| 2015  | Formuła 1                     | Williams Martini Racing | Kierowca testowy   | Kierowca testowy   | Kierowca testowy   | Kierowca testowy   | Kierowca testowy   | Kierowca testowy   | Kierowca testowy   |